# Carlos Casella (actor argentino)
Carlos Casella es un coreógrafo, actor, bailarín y cantante argentino. Durante su carrera ha obtenido tres Premios ACE y ha obtenido nominaciones y galardones en otros eventos.

## Carrera
Casella inició su carrera artística a mediados de la década de 1980 como cantante de la banda de new wave Modelo Blanco. Durante esa época se asoció artísticamente con la coreógrafa y directora de escena Ana Frenkel, con quien fundó el grupo de teatro y danza El Descueve a comienzos de la década de 1990.
Como coreógrafo trabajó para el Teatro Argentino de La Plata y para el Teatro San Martín, y colaboró con el coreógrafo Alfredo Arias en diversas obras de teatro musical. Dentro de las obras de Casella con mayor repercusión en su país destacan Tatuaje (2010), por la que obtuvo un Premio ACE a la mejor actuación masculina, Babooshka, canciones de mujer (2011), que logró el premio al mejor espectáculo de café concert en los Premios ACE, Puto y Orquesta (2020), en la que se acompañó de Pedro Onetto y Nicolás Rainone, y Hermafrodita (2022), por la que recibió dos nominaciones a los Premios ACE.
Paralelo a su labor en el teatro, Casella ha registrado apariciones en cine y televisión, en producciones como Argentina, tierra de amor y venganza, Muerte en Buenos Aires y Juan y Eva. Durante la ceremonia de los Premios Cóndor de Plata 2023, Casella se encargó de interpretar las cinco canciones nominadas.

## Filmografía destacada

### Cine y televisión
| Año  | Título                               | Papel               | Notas       |
| ---- | ------------------------------------ | ------------------- | ----------- |
| 2011 | Juan y Eva                           | Cantante de cabaret |             |
| 2014 | Muerte en Buenos Aires               | Kevin               |             |
| 2019 | Argentina, tierra de amor y venganza | Miguel de Molina    | 3 episodios |

## Premios y nominaciones destacadas
| Año  | Evento                  | Categoría                                                         | Obra                          | Resultado | Ref.   |
| ---- | ----------------------- | ----------------------------------------------------------------- | ----------------------------- | --------- | ------ |
| 2009 | Premios ACE             | Mejor espectáculo de music hall y/o café concert                  | Corazón idiota                | Nominado  | [ 11 ] |
| 2009 | Premios ACE             | Mejor coreografía                                                 | Corazón idiota                | Nominado  | [ 11 ] |
| 2011 | Premios ACE             | Mejor actuación masculina en musical, music hall y/o café concert | Tatuaje                       | Ganador   | [ 3 ]  |
| 2012 | Premios ACE             | Mejor café concert                                                | Babooshka, canciones de mujer | Ganador   | [ 4 ]  |
| 2015 | Premios ACE             | Mejor musical y/o music hall                                      | Estás que te pelás            | Ganador   | [ 12 ] |
| 2015 | Premios ACE             | Mejor actuación masculina en musical, music hall y/o café concert | Estás que te pelás            | Nominado  | [ 12 ] |
| 2015 | Premios ACE             | Mejor dirección musical, music hall y/o café concert              | Estás que te pelás            | Nominado  | [ 12 ] |
| 2021 | Premios Cóndor de Plata | Mejor canción original                                            | Cuchillito                    | Nominado  | [ 13 ] |
| 2023 | Premios ACE             | Mejor actuación masculina en teatro alternativo                   | Hermafrodita                  | Nominado  | [ 6 ]  |
| 2023 | Premios ACE             | Mejor dirección de teatro alternativo                             | Hermafrodita                  | Nominado  | [ 6 ]  |